# Äthiopisch-deutsche Beziehungen
Äthiopien und Deutschland unterhalten seit 1905 diplomatische Beziehungen. Beziehungen bestehen auch im Rahmen der AKP-Gruppe, die enge Verbindungen zur Europäischen Union unterhält.
Äthiopien unterhält eine Botschaft in Berlin und ein Generalkonsulat in Frankfurt am Main. Honorarkonsuln sind in Bremen und Düsseldorf aktiv. Deutschland betreibt eine Botschaft in Addis Abeba.

## Geschichte

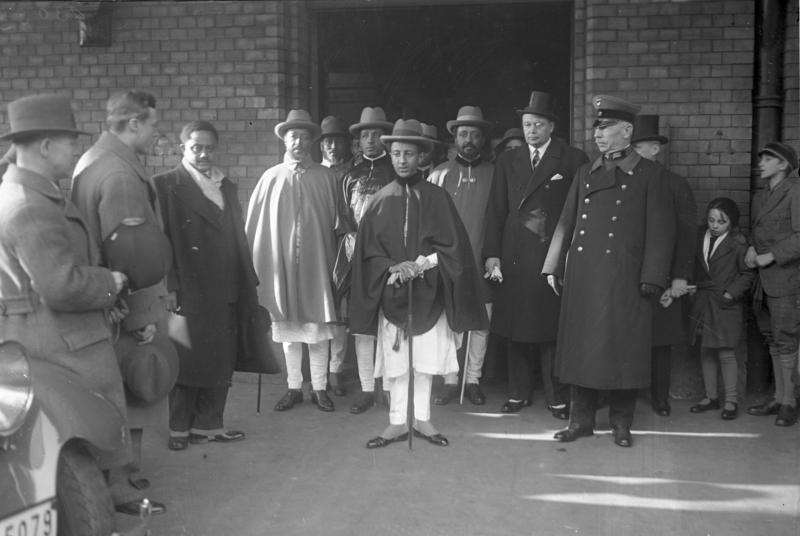
Asfa Wossen, 1932 in Berlin

Von dem Jesuiten Athanasius Kircher (1602–1680) ist bekannt, dass er die  Altäthiopische Sprache erlernte.
Als Begründer der Äthiopistik kann der Erfurter Hiob Ludolf gelten, der zusammen mit dem äthiopischen Priester Georgius Mitte des 17. Jahrhunderts in Gotha Studien über Land und Sprachen betrieb. Im 19. Jahrhundert erreichten deutsche Expeditionen auch Äthiopien, so bereiste Theodor von Heuglin das Land und traf dabei auch den abessinischen Kaiser Theodor II. 1904/1905 wurde Friedrich Rosen erster deutscher Botschafter in Äthiopien.
Nach dem Ende des Zweiten Weltkriegs lehnte sich Äthiopien an die westdeutsche Bundesrepublik an. Der amtierende Kaiser Haile Selassi besuchte 1954 als erstes ausländisches Staatsoberhaupt die BRD. Westdeutschland wurde ein wichtiger Handelspartner und engagierte sich stark in der Entwicklungshilfe, auch um eine Anerkennung der DDR durch den international renommierten Kaiser zu verhindern. Ein radikaler Wandel in den Beziehungen kam 1974 durch die Absetzung des Kaisers und die Machtübernahme der Derg. Angesichts von zurückhaltenden Reaktionen westlicher Partner und einer bedrohlichen militärischen Lage im Rahmen des Ogadenkriegs gegen Somalia, wandte der neue Machthaber Mengistu Mariam sich hilfesuchend an die sozialistischen Staaten.
Durch Interventionen der ostdeutschen Politiker Werner Lamberz und Erich Honecker erkannten die Sowjetunion und auch Kuba unter Fidel Castro den äthiopischen Sozialismus an. Durch militärische Unterstützung trugen die beiden Länder zum Sieg im Ogadenkrieg bei. Militärberater der DDR koordinierten auch militärische Operationen gegen Separatisten in Eritrea. Während der Handel mit der BRD andauerte, wurde die DDR ein enger Partner in der Entwicklungszusammenarbeit, auch beim Aufbau eines realsozialistischen Regimes. So unterstützten Berater der DDR etwa den Aufbau der Partei der Werktätigen Äthiopiens und der entsprechenden Massenorganisationen. Die Entwicklungshilfe der DDR lässt sich auf mindestens 46 Millionen Ostmark fixieren, unter anderem erbaute sie eine ganze Textilfabrik. Nach dem Fall der DDR und dem Sturz des Mengistu-Regimes übernahm die BRD wieder die Entwicklungshilfe in Äthiopien. Zum heutigen Stand ist Deutschland weiterhin der wichtigste Handelspartner und Äthiopien mit 90 internationalen Mitarbeitern und über 600 nationalen der zweitwichtigste Standort der GIZ weltweit.

## Kulturelle Beziehungen
Die Deutsche Schule Addis Abeba gehört zu den ältesten deutschen Schulen in Afrika und wird von der Bundesrepublik Deutschland finanziell und personell gefördert. Auf dem Campus der Universität Addis Abeba befindet sich ein Goethe-Institut.